# Horecký dvůr
Horecký dvůr je samota nalézající se asi 1 km severozápadně od obce Jedousov při silnici třetí třídy č. 32218 vedoucí ze Štěpánova do Choltic. Administrativně jsou zde registrovány 4 adresy.

## Historie
Horecký dvůr je jedním z devíti hospodářských dvorů vybudovaných v minulosti v rámci choltického panství. Do současnosti se zachoval erb vlastníků choltického panství - rodu Thun-Hohenstein ve štítě hlavní budovy Horeckého dvora. Na erbu se uvádí následující: 1897-1913 JAN HRABĚ THUN-HOHENSTEIN.
Horecký Dvůr je velký hospodářský zděný objekt, na mnoha místech s děravou nebo dokonce propadlou střechou, ve tvaru velkého L.
Za vlády jedné strany dvůr zchátral a hrozilo jeho zboření. Od roku 2010 probíhá postupná rekonstrukce budov hospodářského dvora. Na dvoře hospodaří v roce 2017 Ekofarma Horecký Dvůr s.r.o. která na přilehlých pozemcích ekologicky pěstuje jablka.
V areálu dvora otevřelo občanské sdružení Sulis naučnou stezku Země rytíře Sekolíka, která je zaměřena především na děti předškolního a školního věku s cílem je nenásilnou formou seznámit s ochranou přírody a péčí o životní prostředí.

## Galerie

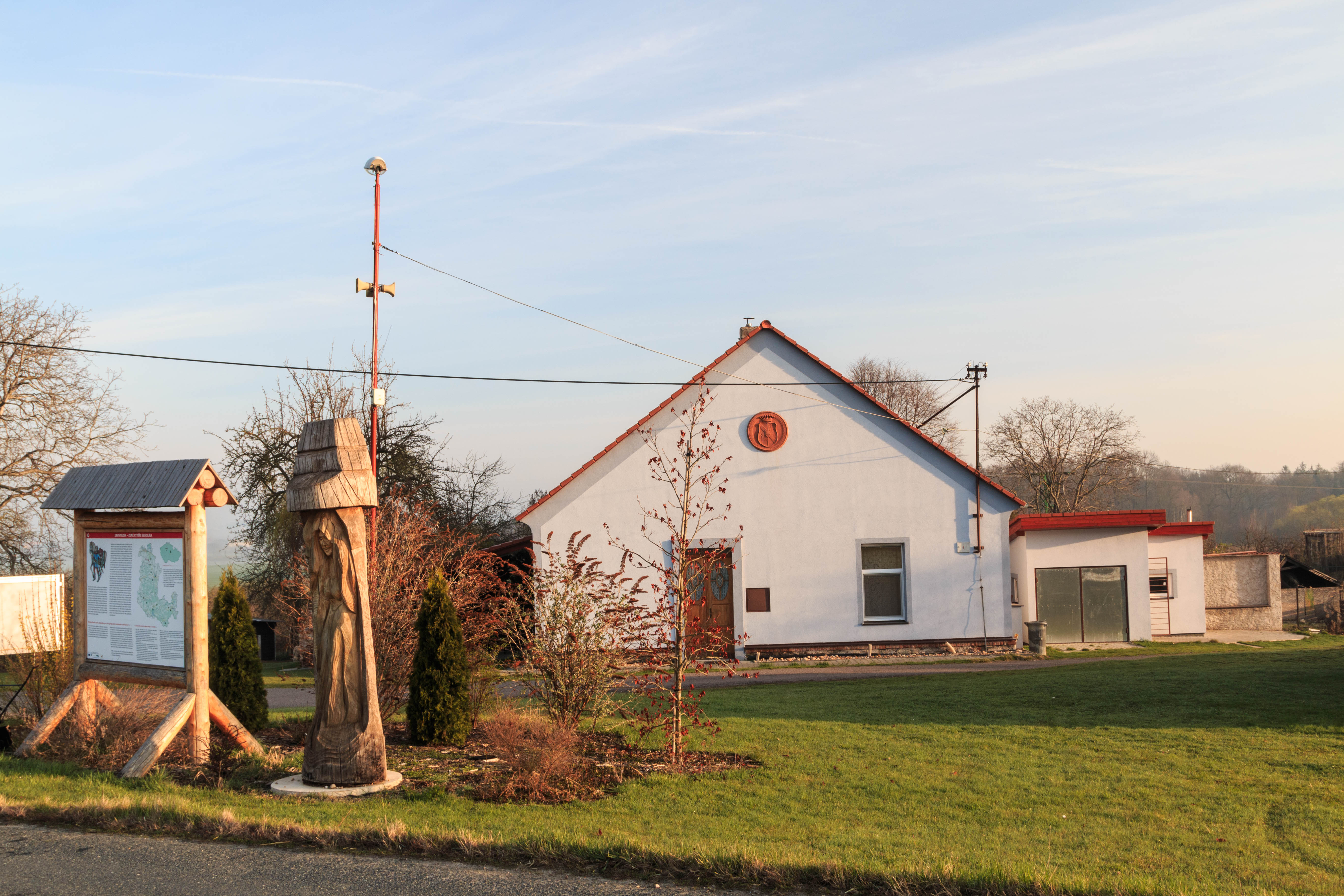
Horecký dvůr
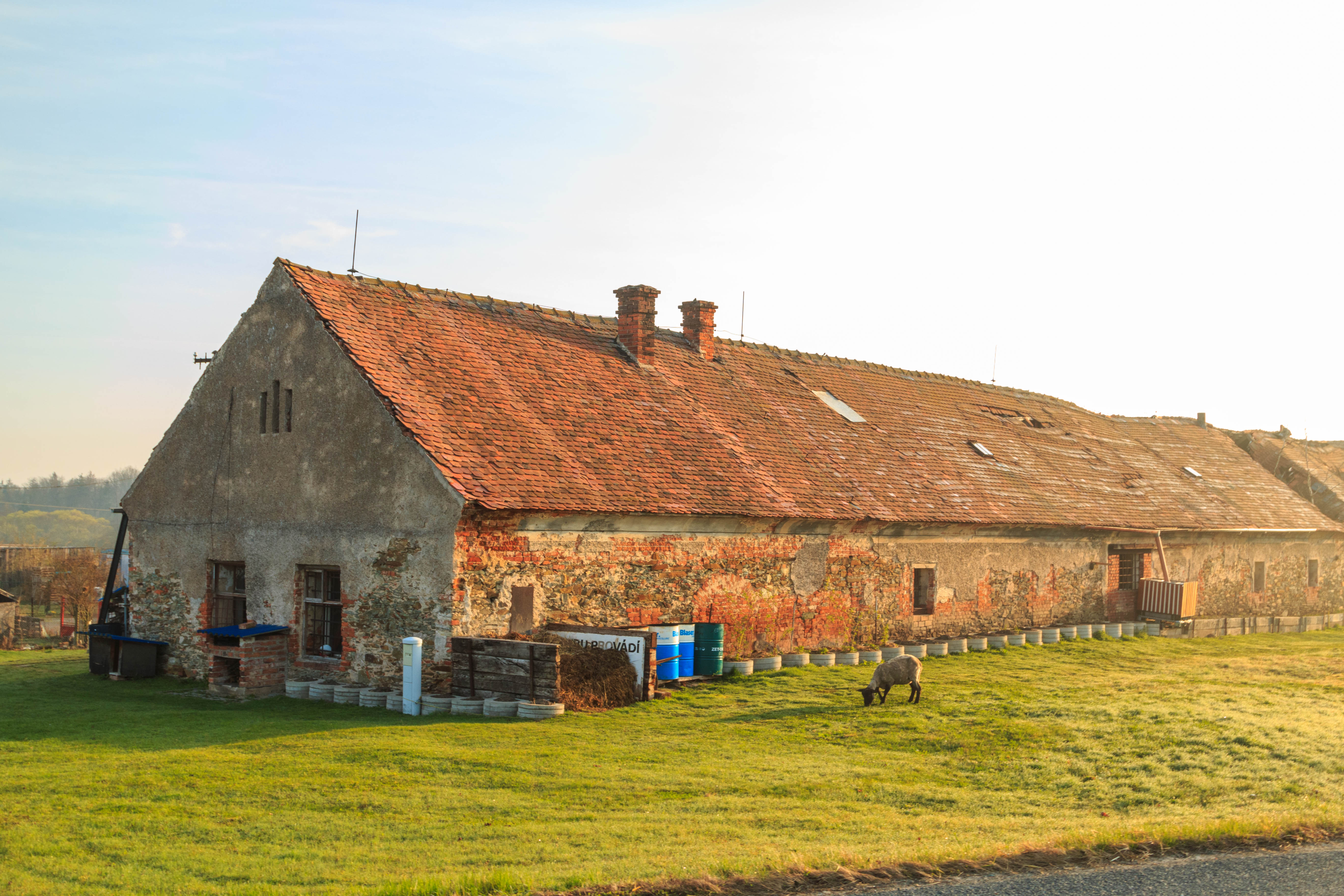
Horecký dvůr
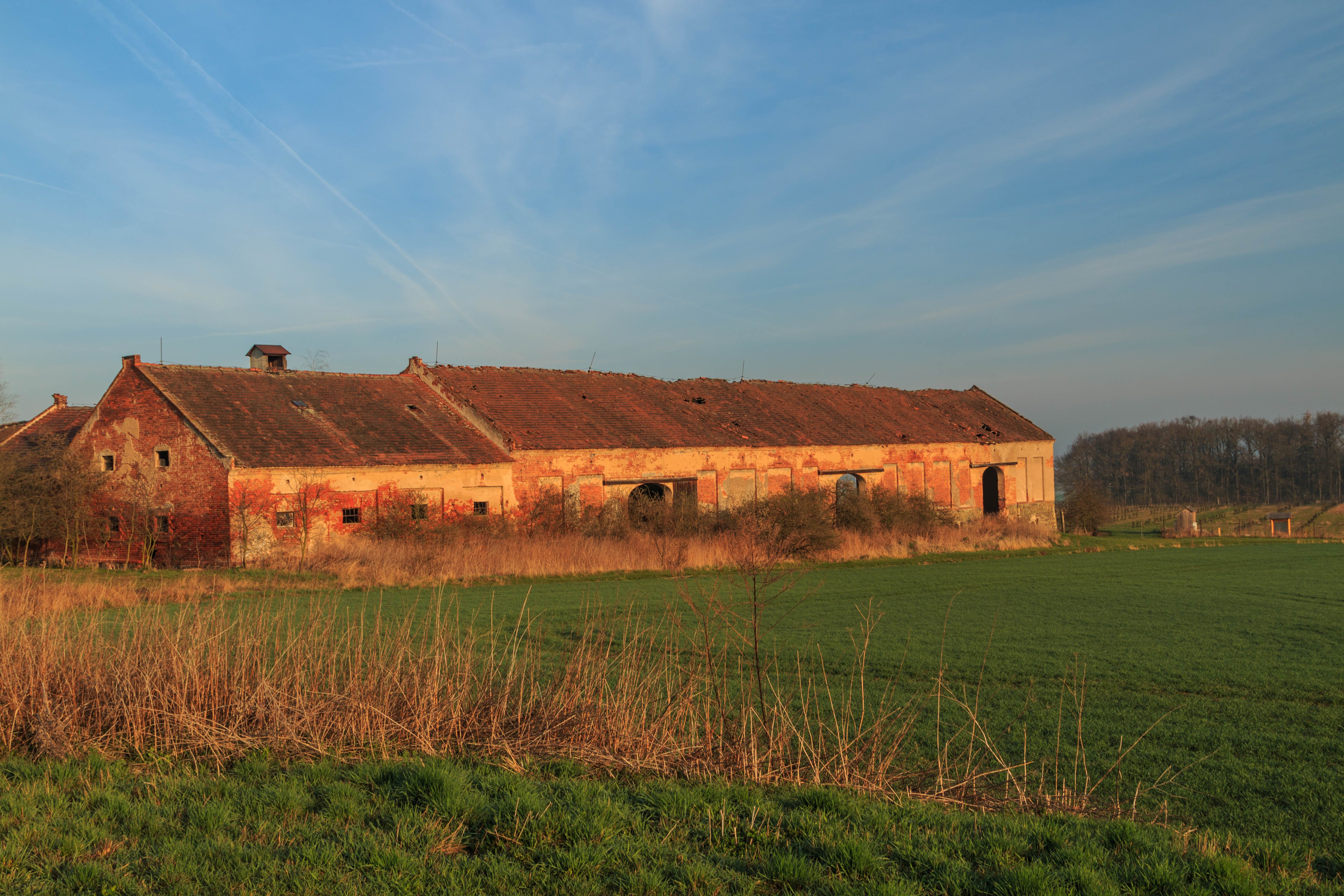
Horecký dvůr